# TotalEnergies
TotalEnergies SE este o companie multinațională franceză integrată de energie și petrol, fondată în 1924 și una dintre cele șapte companii petroliere super-importante. Afacerile sale acoperă întregul lanț de petrol și gaze, de la prospectarea și producția de țiței și gaze naturale până la generarea de energie, transport, rafinare, marketing de produse petroliere și comerț internațional de țiței și produse. TotalEnergies este, de asemenea, un producător de produse chimice pe scară largă.
TotalEnergies are sediul central în Tour Total din districtul La Défense din Courbevoie, la vest de Paris. Compania este o componentă a indicelui bursier Euro Stoxx 50. În 2020 Forbes Global 2000, a fost clasată pe locul 29 ca cea mai mare companie publică din lume și, în plus, pe locul 25 ca cea mai mare companie de orice tip în Fortune Global 500.
La fel ca și alte companii de combustibili fosili, TotalEnergies are o istorie complexă de impact negativ asupra mediului și social asupra comunităților în care își desfășoară activitatea, inclusiv controverse multiple. Potrivit CDP Carbon Majors Report 2017, compania a fost una dintre primele 100 de companii producătoare de emisii de carbon la nivel global, responsabilă pentru 0,9% din emisiile globale din 1998 până în 2015.
În decembrie 2022, ONG-urile Friends of the Earth, Survie și patru ONG-uri din Uganda au trimis în instanță grupul petrolier Total și l-au acuzat de încălcarea legii privind obligația de vigilență a marilor companii franceze în ceea ce privește drepturile omului și mediu..